# Feels Like
Feels Like è un singolo della cantautrice statunitense Gracie Abrams, pubblicato il 1º ottobre 2021.
Si tratta del primo singolo estratto dal secondo EP della cantante, This Is What It Feels Like.

## Accoglienza
Il critico musicale Thomas Bleach esalta il modo in cui Feels Like "riflettendo sui momenti che danno forma a una relazione, sia una canzone romantica" ed evidenzi che "il viaggio verso il luogo in cui stai andando è più importante della destinazione effettiva". La canzone è una "celebrazione dei piccoli momenti della vita."

## Tracce
1. Feels Like – 2:32 (Gracie Abrams, Blake Slatkin, Omer Fedi)